# Canal 2 (San Antonio)
Canal 2 San Antonio es un canal de televisión abierta chileno que emite desde la ciudad de San Antonio, en la Región de Valparaíso. Fue lanzado en 1994 en la frecuencia 29 de TV Cable San Antonio.

## Historia
El canal fue lanzado el 24 de octubre de 1994 en la frecuencia 29 de TV Cable San Antonio. Su primer programa emitido fue el noticiero Cable Noticias, conducido por el periodista Luis Alfonso Valderas y 
realizado por estudiantes del Centro de Formación Técnica Cidec de Santiago. En 1996, durante las elecciones municipales, la emisora lanzó un programa político especial conducido por José Luis Alarcón, llamado Camino a las elecciones. Por su parte, los eventos deportivos eran comentados por Marco Velozo y Patricio Iturrieta en el programa Panorama.
En 1997, VTR Cablexpress amplió la cobertura del canal a las comunas de Santo Domingo por el sur, y Cartagena por el norte. En este año, la forma de transmitir del programa fue cambiada de VHS a Súper VHS, lo que permitió entregar mayor calidad y resolución en las grabaciones. El programa más visto del Canal 29 era Mascable, espacio juvenil conducido por Alejandro Santis, Roberto Vega y Luis Talamilla Abarca. A principios de 1998, Canal 2 inicia transmisiones por Radio Cristalina FM, además de un canal de televisión por cable (VTR Cablexpress), todo esto elaborado por Fénix Producciones. En junio de 1998, Canal 2 mudó su frecuencia al canal 31 UHF y, en noviembre, a la frecuencia 23 UHF. Por su parte, las instalaciones del canal se establecieron en Calle Juan Antonio Ríos 1498, Barrancas. El 1 de septiembre de 1999, el canal se traslada al canal 2 de VTR.
En 2001, el canal compra los dominios "tvsanantonio.cl" y "canal2.cl" en internet. En mayo de 2001, se inauguran los nuevos estudios ubicados en el barrio cívico de Barrancas. El 30 de octubre de 2001, Luis Valderas, director ejecutivo, solicitó la apertura del Concurso Público para el canal 2, que finalmente sucede el 28 de octubre de 2002, cuando la Subtel apoyó el proyecto presentado.
En 2003, la Sociedad Difusora de Radio y Televisión San Antonio Ltda. reporta gastos por demás de la financiación del canal, debido a que la empresa compró un nuevo terreno para la construcción de los nuevos estudios del canal, además de equipos necesarios para la transmisión y grabación de programas. El 15 de marzo de 2003, Canal 2 realiza las publicaciones legales en el Diario Oficial. El 27 de octubre de 2003, el Consejo Nacional de Televisión otorga de manera definitiva el canal 2 VHF de San Antonio a la Sociedad Difusora de Radio y Televisión San Antonio Ltda. El 31 de diciembre de 2003, finalizan las transmisiones por televisión por suscripción.
El 31 de enero de 2004, Canal 2 realiza las primeras pruebas del transmisor. Sus emisiones se iniciaron el 16 de febrero de 2004 con una nueva programación. El 13 de junio de 2004, Canal 2 fue la única estación de televisión en grabar desde inicio a fin el amotinamiento de la Cárcel de San Antonio. La emisora lideró la recepción de audiencia en toda la provincia.[cita requerida]
El 8 de noviembre de 2005, la estación de radio en la frecuencia 93.3 MHz pasa a ser integrante de la Sociedad Difusora de Radio y Televisión San Antonio Ltda. y retransmite programas del canal 2.
En julio de 2009, Mónica Madariaga volvió a la agenda pública al afirmar, en una entrevista realizada por Patricio Tombolini y el periodista Luis Valderas en el programa Cámara Abierta del canal, que en 1982 habría intercedido para liberar a Sebastián Piñera, en ese tiempo Gerente General del Banco de Talca, de su encarcelamiento por fraude e infracciones a la Ley General de Bancos. Piñera negó las acusaciones, sin embargo Madariaga reafirmó sus dichos, llamando «mentiroso» al entonces candidato presidencial de la Coalición por el Cambio (hoy Chile Vamos).
El 15 de noviembre de 2019 la planta transmisora de Canal 2 sufrió un atentado que dejó fuera del aire la señal abierta.

## Programas
- Cablenoticias (1994-presente)
- Primer Plano (1996-1998)
- Camino a las Elecciones Municipales (1996)
- Panorama (1996-2001)
- Mascable (1998-2004)
- La Hora del Desafío (1998-2000)
- Séptimo Día (1998-2002)
- Oído Medio (1999-2000)
- San Antonio Pregunta (1999)
- Multimedia (1999-2003)
- Visión Deportiva (1999-presente)
- Cartagena al Día (1999)
- Deportes y Algo Más (1999-2003)
- Panorama, Cine y Video (1999-presente)
- Set a Set (1999)
- Bajo Control (1999-2001)
- Tercer Piso (1999)
- Sin Stress (1999-2003)
- Ximena Contigo (1999-2003/2004-presente)
- Creer en San Antonio (1999-2000)
- Educación, Prevención y Salud (1999-2000)
- Gente de San Antonio (1999-presente)
- Visión Comunal (2000-2003)
- Región Oculta (2001-presente)
- La Hora del Talento (2001/2004-presente)
- Imago Mundi (2002-2003/2004-presente)
- Somos Más (2004-2006)
- Video Música (2004-presente)
- Clasificados a su Servicio (2004-presente)
- Un Ciclo de Enfoques (2004)
- Tiempos Violentos (2005-2008)
- Opinión Pública (2005-presente)
- El Retrovisor (2010-presente)